# 아뉴스 데이 (영화)
《아뉴스 데이》(Les innocentes)는 2016년 공개된 프랑스, 폴란드, 벨기에의 드라마 영화이다.

## 출연
- 루 드라주 - 마틸드
- 아가타 부제크 - 마리아 수녀
- 아가타 쿨레샤 - 원장 수녀
- 뱅상 마케뉴 - 사뮈엘
- 요안나 쿨리크 - 이레나 수녀
- 안나 프루흐니아크 - 조피아 수녀
- 카타지나 동브로프스카 - 안나 수녀
- 도로타 쿠두크 - 반다 수녀
- 엘리자 리쳄벨
- 헬레나 수예츠카